# Vystrčenovice
Vystrčenovice là một làng thuộc huyện Jihlava, vùng Vysočina, Cộng hòa Séc.